# Marian Ivan
Marian Ivan, född 1 juni 1969, är en rumänsk före detta professionell fotbollsspelare som spelade som anfallare för fotbollsklubbarna Steaua București, Progresul Brăila, Brașov, Dinamo București, AEP Paphos, Panionios, Sportul, Henan Jianye, Oltul Sfântu Gheorghe och FC Ghimbav mellan 1990 och 2004. Ivan spelade också tre landslagsmatcher för det rumänska fotbollslandslaget under 1994.